# Ben-Hur (phim 2016)
Ben-Hur là phim điện ảnh sử thi cổ trang của Mỹ năm 2016 do Timur Bekmambetov đạo diễn với phần kịch bản được chắp bút bởi Keith Clarke và John Ridley. Đây là phim chuyển thể thứ năm từ tiểu thuyết năm 1880 có tựa đề Ben-Hur: A Tale of the Christ của Lew Wallace, sau các bộ phim như phim câm ngắn năm 1907, phim câm ngắn năm 1925, phim điện ảnh năm 1959 giành giải Oscar và phim hoạt hình năm 2003 cùng tên. Tác phẩm khởi chiếu ở Việt Nam vào ngày 19 tháng 8 năm 2016.